# Karshamra

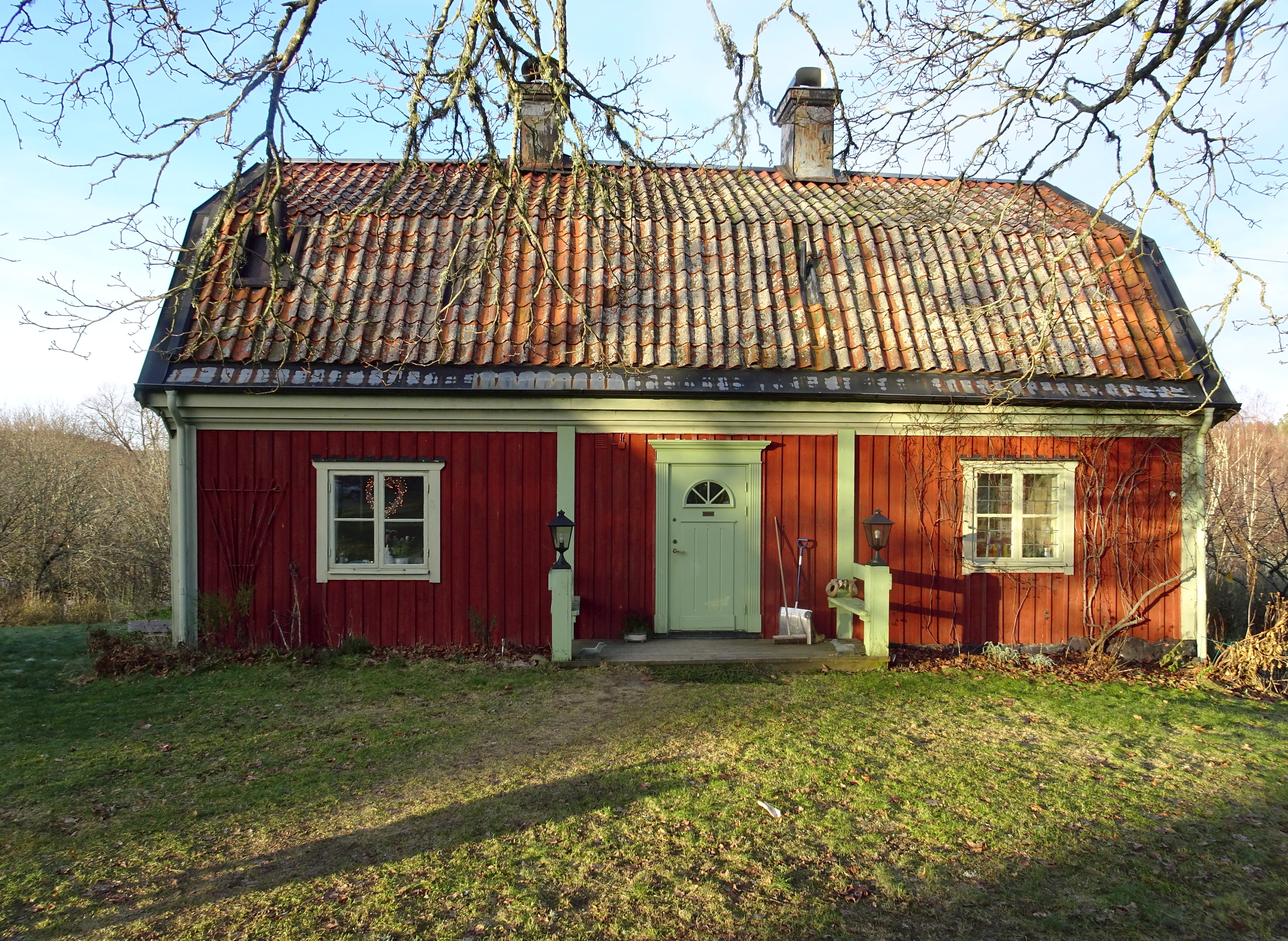
Karshamras huvudbyggnad, 2018.

Karshamra (även Kasshamra) är en äldre gård och ett tidigare säteri strax söder om Grödinge kyrka i Grödinge socken, Botkyrka kommun, Stockholms län. Gården samägdes under många år med Marieberg och omtalas som en av de vackraste i socknen med sin omistliga bebyggelse högst uppe på ett krön.

## Historik

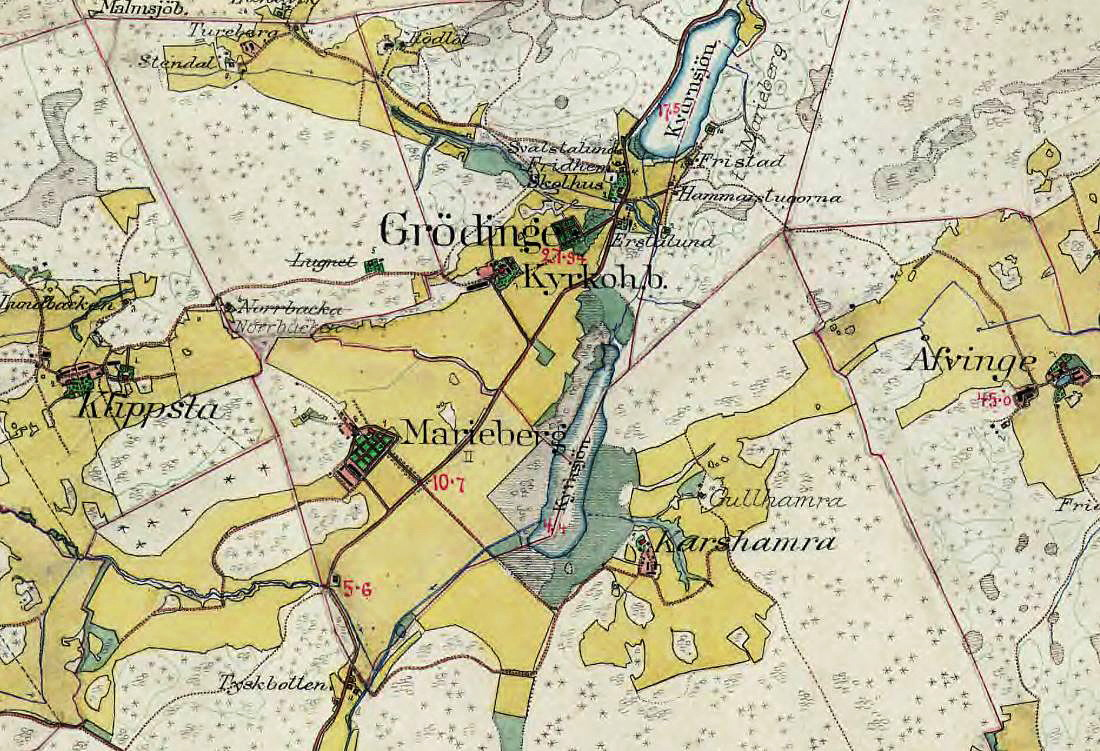
Karshamra och Gullhamra omkring 1900.

Kasshamra och det numera försvunna Gullhamra har sina rötter i järnåldern. Runt de båda gårdarna ligger fem gravfält med omkring 100 gravar från yngre järnåldern. Varför de inte, som många andra närliggande gårdar, slogs ihop till en by under medeltiden är okänd. Mellan gårdarna slingrar sig en liten å som rinner ut i Kyrksjön. Ån utgjorde möjligtvis en naturlig gräns. Gullhamras sista bebyggelse revs på 1930-talet.
Karshamra däremot är välbevarad och består av bland annat en huvudbyggnad, två fristående flyglar, uthus, ekonomibyggnad och stall samt några nyare stugor. Bebyggelsen härrör från 1800-talets början och senare och ligger på en kulle intill den sydöstra änden av den numera nästan igenväxta Kyrksjön. Enligt traditionen lär det finnas mycket gamla murade tunnvalv från 1400-talet i huvudbyggnadens källare. Södra flygen är förmodligen äldre än 1800-talets början, den har en vindflöjel på taket med årtalet 1654, året då Kasshamra blev säteri. Samtliga byggnader är rödmålade timmerhus som står tätt ihop och mycket harmoniskt med omgivningen. 
Karshamra nämns i skriftliga källor redan på 1300-talet och hette då Karlshamra, vilket betyder "bergskullen där Karl bor". 1430 omtalas stället som Karlshambra. 1652 förvärvades egendomen av riksrådet Schering Rosenhane, som var lagman i Södermanland. Förmodligen bodde han aldrig själv på Karshamra (han ägde åtta säterier) men han såg till att en ståndsmässig mangård uppfördes och att stället blev säteri 1654. Efter Rosenhanes död 1663 ägdes gården av hans änka som sålde gården 1675 till Zakarias Wattrang, ägare av Marieberg, den stora och mycket betydande granngården i väster. 
Därefter hade Karshamra samma ägare som Marieberg, alltså släkten Wattrang fram till 1817 och därefter släkten Rudbeck genom Claes Reinhold Rudbeck (1791-1874). Sonsonen Per Alexander Rudbeck (född 1868 på Marieberg) var förvaltare och arrendator för Gullhamra och Karshamra 1897-1911. Hans son Per Olof föddes på Karshamra 1909. Gården är fortfarande i privat ägo, jordbruket är delvis utarrenderat. På gården bedrivs sedan 2013 ekonomisk odling av köksgrönsaker under namnet Karshamra Mat & Trädgård.

## Bilder

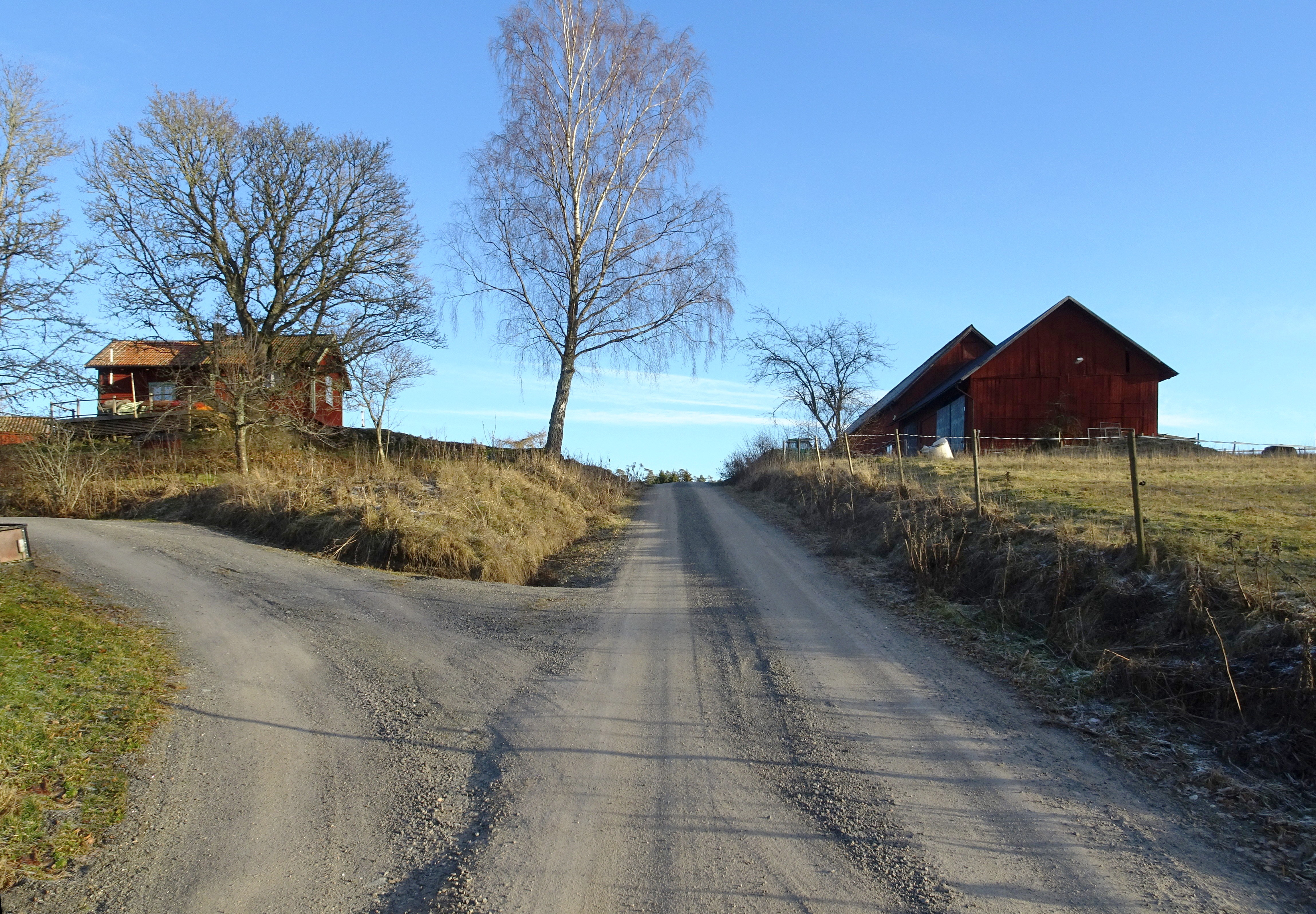
Husen högst uppe på ett krön.
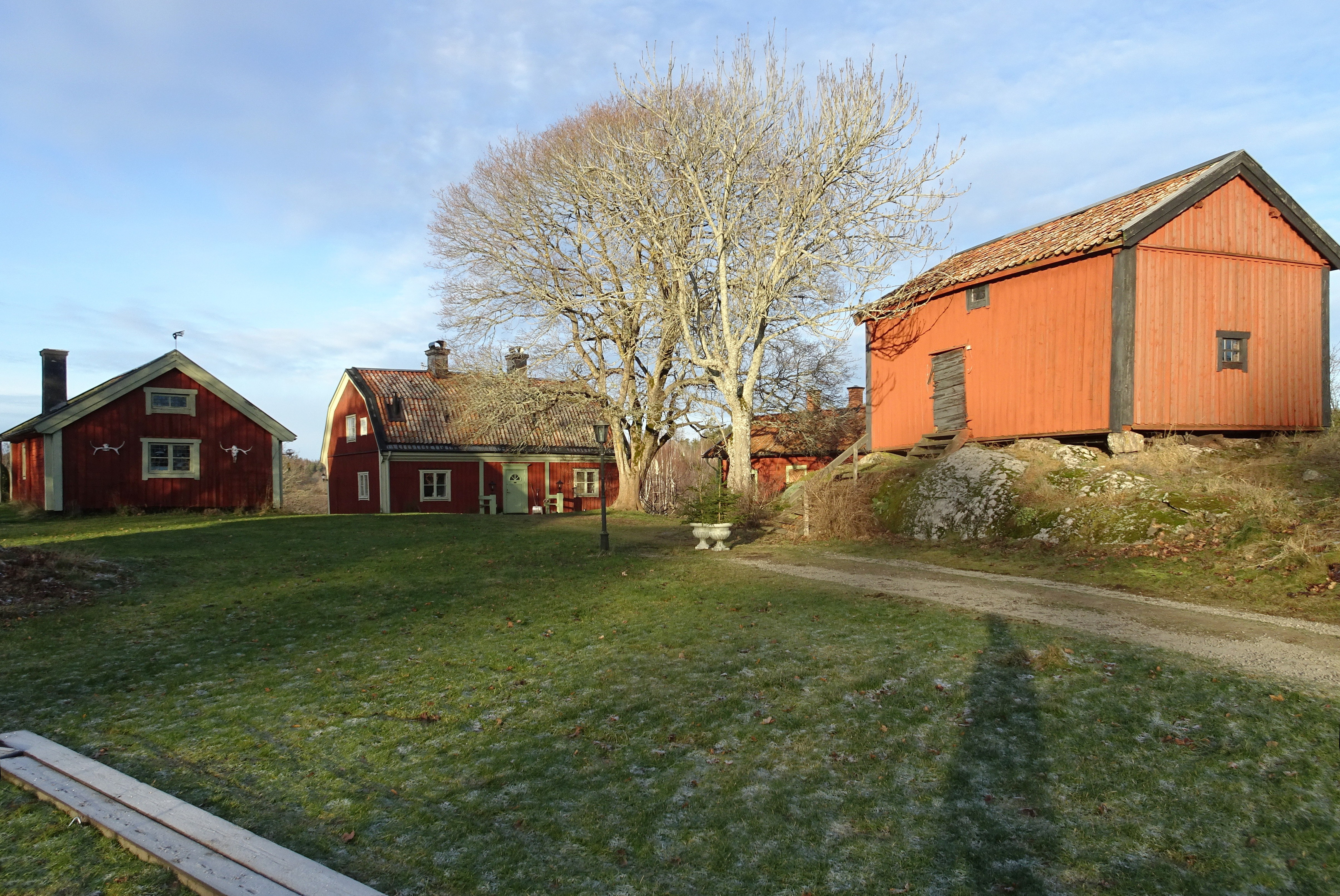
Gården med uthus.
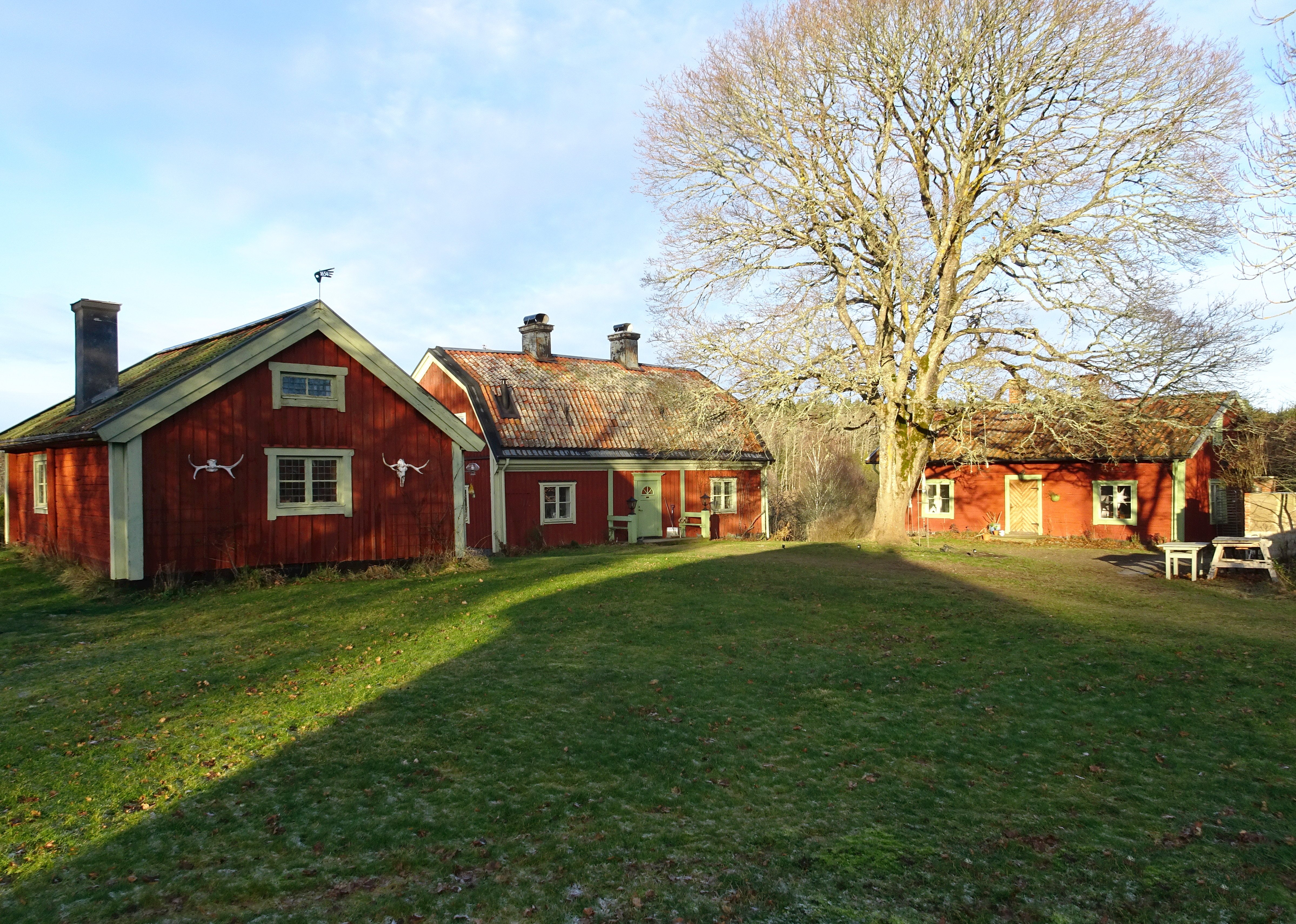
Karshamras röda timmerhus.
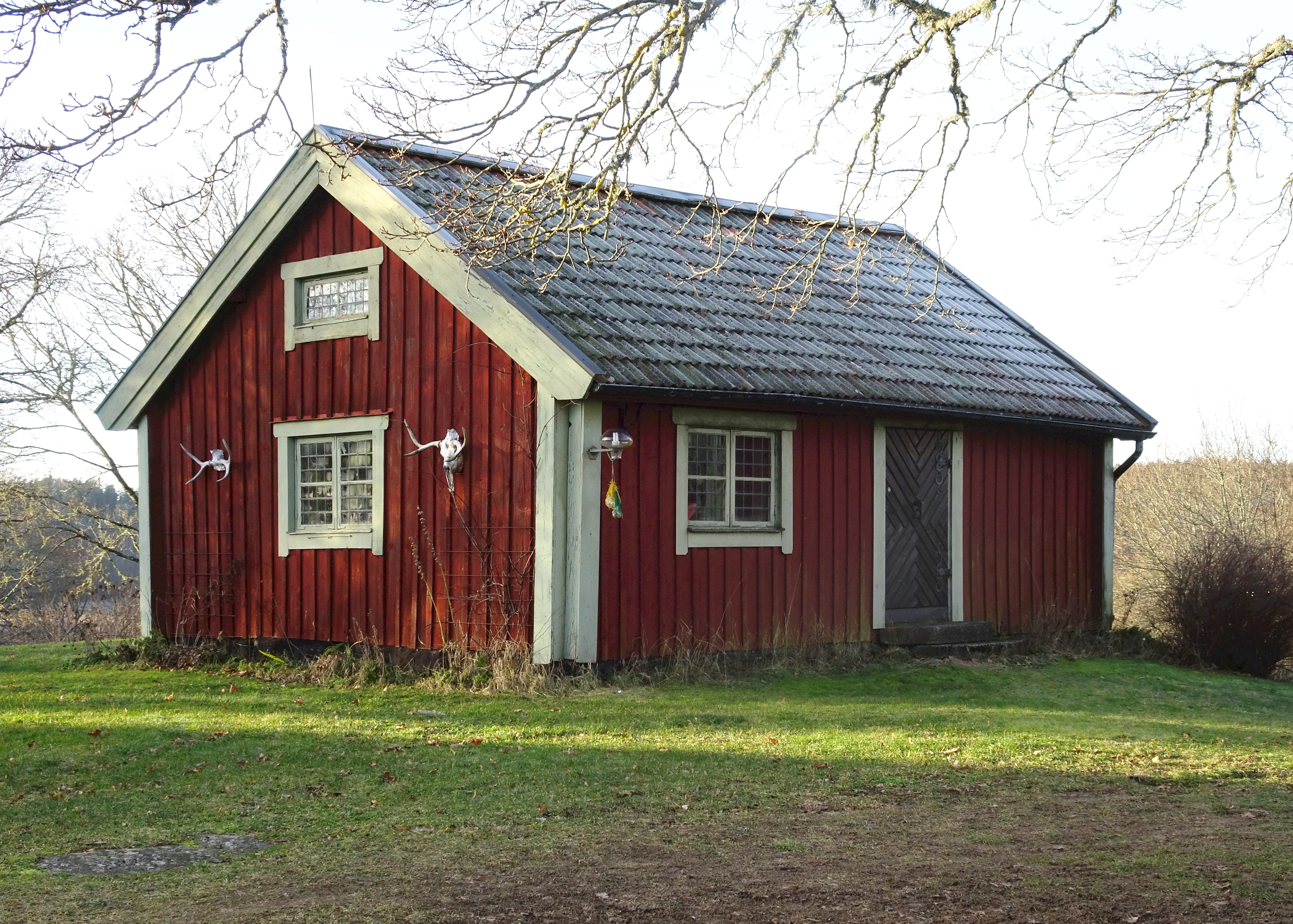
Västra flygeln.
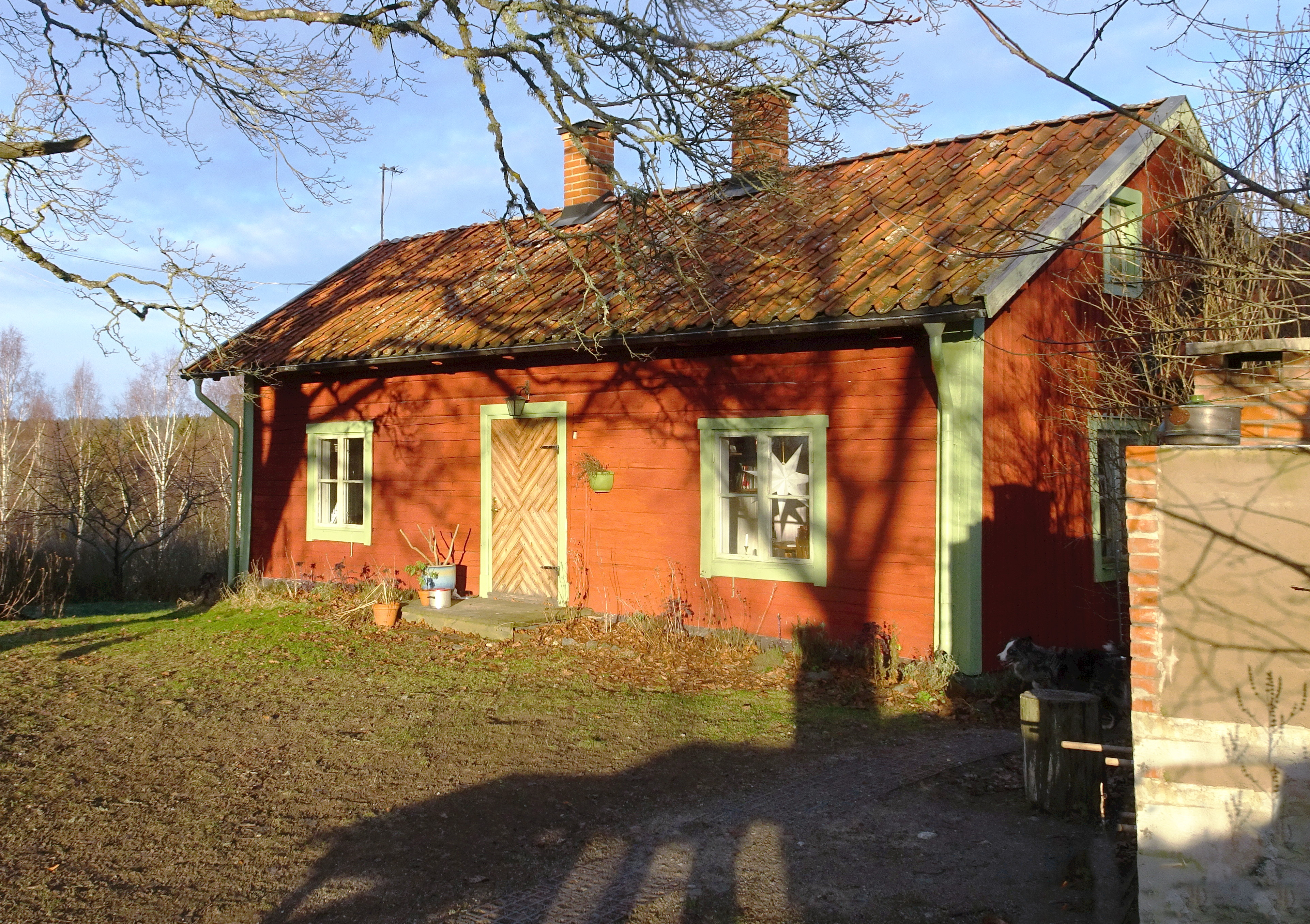
Östra flygeln.